# Baitullah Mehsud
Baitullah Mehsud (* Anfang/Mitte der 1970er Jahre in Landidog, Pakistan; † 5. August 2009 in Südwasiristan) war ein islamistischer Stammesführer im pakistanischen Wasiristan. Nach der Gründung der pakistanischen Taliban-Bewegung Tehrik-i-Taliban Pakistan (TTP) im Dezember 2007 etablierte er sich als ihr Anführer. Ihm wurde vorgeworfen, für das Attentat auf die pakistanische Oppositionspolitikerin Benazir Bhutto verantwortlich zu sein. Er war eine wichtige Figur im Konflikt in Nordwest-Pakistan.

## Leben
Mehsud wurde in Landidog im südlichen Wasiristan geboren. Das Geburtsdatum ist unbekannt, dürfte aber Anfang/Mitte der 1970er Jahre liegen. Er war Angehöriger eines der vier Unterstämme der Wasiris, die zu den Paschtunen gehören und im afghanisch-pakistanischen Grenzgebiet leben. Abdullah Mehsud, ein zeitweilig in Guantanamo inhaftierter Talibanführer, wird gelegentlich als sein Bruder angesehen. Baitullah Mehsud soll keine oder eine geringe Schulbildung besessen und auch in religiösen Dingen keine Schulung erhalten haben. Als er etwa 20 Jahre alt war, ging er nach Afghanistan, um dort die Taliban zu unterstützen.
Mehsud, der verheiratet war, galt als der tatsächliche Machthaber Wasiristans, in dem er die Schari'a in strenger Form anwenden ließ. Er verhandelte am 8. Februar 2005 mit pakistanischen Behörden über einen Waffenstillstand. Mehsud sollen im Falle seines Einverständnisses 20 Millionen $ als Entgelt versprochen worden sein. Einige Taliban-Führer sollen versucht haben, dies für sich zu reklamieren. Mehsud soll jedoch den Behörden geantwortet haben, sie sollten das Geld für Opfer der vorangegangenen militärischen Operation verwenden.
Nach einem Bericht, der aus dem Jahr 2006 datiert, soll Mehsud in Wasiristan eine Art Steuer eingetrieben haben.
Vorläufige Untersuchungen sehen Mehsud als Drahtzieher der Bombenanschläge in Rawalpindi im September 2007.
Ebenso wurde Mehsud für das am 27. Dezember 2007 erfolgte Attentat auf die frühere pakistanische Premierministerin Benazir Bhutto verantwortlich gemacht. Die pakistanische Regierung veröffentlichte die Aufzeichnung einer Konversation zwischen Maulvi Sahib und Baitullah Mehsud, in der ersterer um finanzielle Unterstützung wegen des Attentats gebeten habe. In einer Botschaft an die Nation vom 2. Januar 2008 nannte Pakistans Präsident Pervez Musharraf Mehsud als einen der aus seiner Sicht Hauptverdächtigen. Am 18. Januar 2008 berichtete die Washington Post, dass die CIA Mehsud ebenfalls verdächtige, den Mord in Auftrag gegeben zu haben.
Im Februar 2008 gab Mehsud bekannt, dass er einen Waffenstillstand mit den pakistanischen Behörden geschlossen habe. Das pakistanische Militär sprach allerdings von einer Fortsetzung der Kampfhandlungen. Die New York Times berichtete, dass hochrangige Armeeangehörige den Waffenstillstand firmieren würden. Ein Sprecher Mehsuds verneinte jede Verbindung zu dem Anschlag und gab an, Mehsud sei durch diesen geschockt gewesen. Die USA lobten 50.000 $ Belohnung auf die Ergreifung Mehsuds aus.
Am 7. August 2009 gaben Talibansprecher den Tod Baitullah Mehsuds bekannt, nachdem vorher schon US-Sprecher Vermutungen über seinen Tod geäußert hatten. Er wurde am 5. August 2009 bei einem US-Drohnenangriff im pakistanischen Wasiristan zusammen mit seiner Frau, seinem Schwager und sieben Leibwächtern getötet. Als Nachfolger setzte sich gewaltsam Mehsuds Stellvertreter Hakimullah Mehsud durch, der nicht mit seinem Vorgänger verwandt war.